# トカレフM1940半自動小銃
トカレフM1940半自動小銃（トカレフM1940はんじどうしょうじゅう、ロシア語: Самозарядная винтовка Токарева, образец 1940 года〈СВТ-40〉, ロシア語ラテン翻字: Samozaryadnaya Vintovka Tokareva, Obrazets 1940 goda〈SVT-40〉）は、第二次世界大戦中にソビエト連邦で開発された半自動小銃である。

## 開発に至るまで

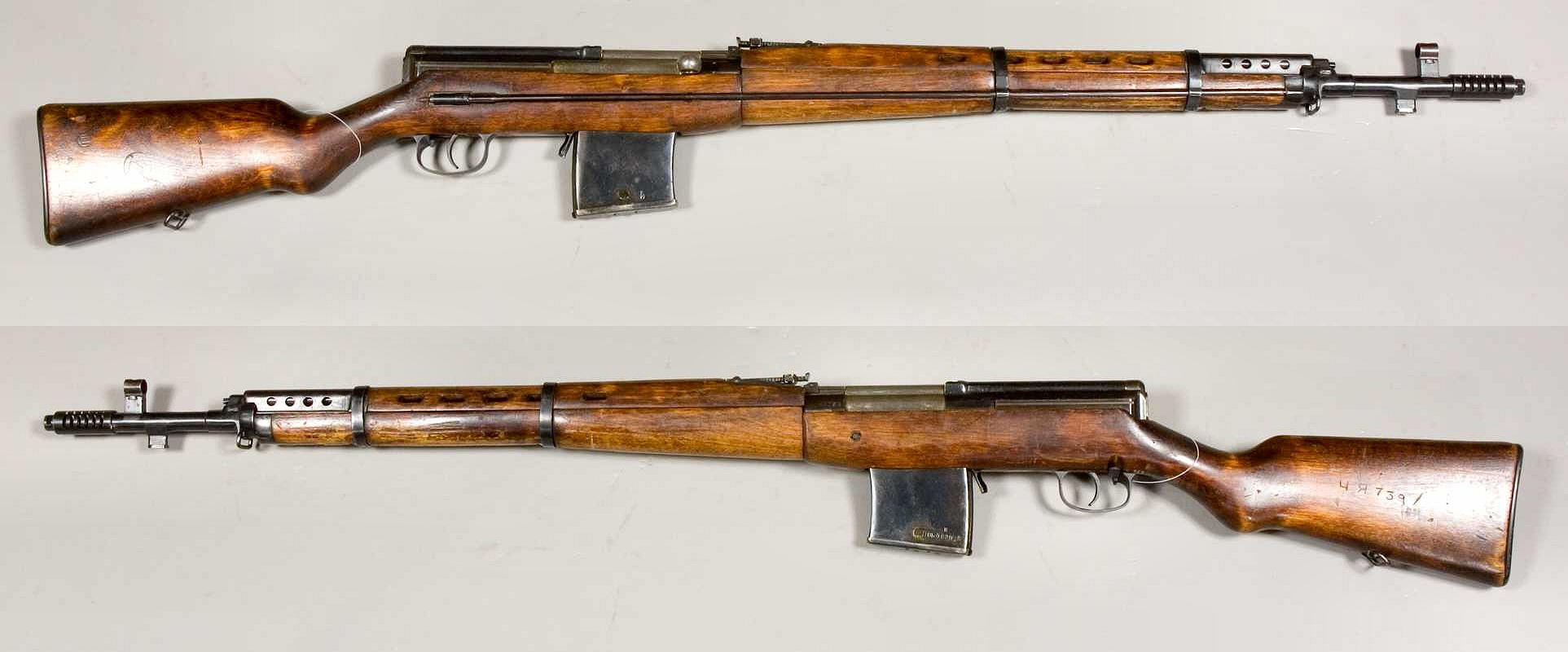
SVT-38

この時代にソ連軍が使用していた代表的な狙撃銃には、しばしばモシン・ナガンM1891/30が挙げられるが、この銃は機関部がボルトアクション方式だったために、連続して狙撃を行う事が困難だった。1930年代に入り各国の軍隊では次世代小銃として半自動小銃の開発を進めていた。ソ連の銃技師フョードル・トカレフは、この、スコープから目を離さず連続狙撃が可能である半自動小銃の研究を1920年代末頃から開始した（半自動小銃の構造についてはリンク先を参照）。
そして、1932年に試作型の半自動小銃が完成。しかし、機関部の不具合から、この試作銃は制式採用されることはなかった。トカレフは、この試作銃の欠陥を解消したうえで更なる改良を重ね、1938年にトカレフM1938半自動小銃を完成させた。
別名SVT-38とも呼ばれたM1938は、機関部にガス圧作動方式を採用し、銃弾は、以前からソ連の制式小銃に使用されてきたリム付き7.62x54mmR弾も併用可能という高い互換性を備えていた。この際、発射圧でふくらんだ空薬莢がチェンバー（薬室）内部に貼り付き作動不良を起こすことが無いよう、トカレフはM1938半自動小銃に、チェンバー内に細かな溝を刻み込む改良を行うことで上記の問題を未然に防いだ。このことによって、トカレフは銃弾の後方互換性を実装しながら高い信頼性、作動性も両立させるという妙技を見事成功させた。

## トカレフM1940半自動小銃の登場
トカレフM1938半自動小銃の開発に成功したが、以前から使用されていた弾薬は、フョードル・トカレフが採用した装弾方法に合わなかった。そのため、給弾不良をよく引き起こし、また、軽量化を目指したため構造強度が低く耐久性も劣っていた。そこで、トカレフは、これらの欠点を若干克服したトカレフM1940半自動小銃（別名：SVT-40）を開発した。試作と改良を重ねたトカレフM1940半自動小銃だが、M1938からの欠点を完全に克服したわけではなかった。また、新たに寒冷地では発射薬の燃焼力低下による不発や、給弾不良も引き起こした。さらに、スコープの固定金具に不具合が多発し、正確な射撃ができないという苦情も相次いだ。

## その後
M1938の欠点を改善するべく開発されたM1940であったが、最後まで欠点を改善することはできなかった。しかし、徐々に生産数を減らしつつ終戦まで生産され、また戦後、猟銃としてフルオート機能を封印したKO-40も生産された。
世間から見れば失敗作に近いM1940だが、作動方式や機構などは当時には無いものであった。ドイツ軍は、戦地で鹵獲したM1940を自軍の自動小銃開発の参考にし、そのまま使用したこともある。
また、比較的軽量な狙撃銃である事も手伝って赤軍の女性スナイパーたちの多くはこの銃を愛用した。確認戦果309名射殺という傑出した成績を残した史上最高の女性スナイパーリュドミラ・パヴリチェンコも、遠距離射撃の精度に優れているモシン・ナガンM1891/30から、遠距離射撃には不向きでも装弾数が10発と多く、パヴリチェンコが得意とした後退戦闘や防御戦闘、あるいは近～中距離での市街戦という状況に適したこのトカレフSVT-40に持ち換えている。

## AVT-40
AVT-40は、M1940にセミオート射撃とフルオート射撃のセレクターを追加したもので、当時不足していた機関銃を補うために開発された。フルオート射撃時に10発マガジンでは装弾数が少ないということから、AVT-40用の15発・20発マガジンが作られたとも言われる。外見はM1940とほぼ同一であるが、ライフル弾をそのままフルオートで射撃するには無理があり、制御ができないほど大きな反動が発生したほか、銃本体が反動に耐え切れず破損してしまう危険もあるなど、問題は多かったが、終戦までに50万丁ほどが生産された。

## 登場作品

### 映画・ドラマ
『炎628』
パルチザンに参加した主人公の少年フリョーラが使用。

### 漫画
『ウクライナ混成旅団』
単行本「幻の豹 The Panther in Ukraina 1950」または「独立戦車隊」収録作品。赤軍の看守が所持していたものを暴動の際にリアシェンコが奪い使用するが、監視塔からDShK38重機関銃の攻撃を受け立ち往生していたところを中川に奪われる。その後、中川がDShK38の銃手を本銃で狙撃し無力化する。

### ゲーム
『コール オブ デューティシリーズ』
『CoD:UO』
ソ連軍のセミオートマチックライフルとして登場する。
『CoD2』
ソ連軍のセミオートマチックライフルとして登場する。
『CoD:WaW』
ソ連軍の小銃として登場する。
『CoD:WWII』
『スナイパーエリートV2』
初回生産版のみに特典としてKar98kと共に「SVT-40」の名称で実装されており、使用可能。
『Arena Breakout』
「SVTU」という名称でカービンライフル枠で登場。ショップでの購入やトレーダーのブラッドレン から購入可能な他、レイド中に倒した敵からも入手可能。
またガンスミスにてドットサイト等のオプションも装着可能。

### 小説
『同志少女よ、敵を撃て』
主人公セラフィマらの国ソ連の狙撃銃として登場。